# Summer Walker
Summer Marjani Walker (Atlanta, Georgia, 11 de abril de 1996) es una cantante y compositora estadounidense de R&B, asociada a las discográficas LoveRenaissance e Interscope. Su álbum debut de estudio, Over It, fue publicado el 4 de octubre de 2019 recibiendo buenas reseñas de la crítica especializada. El disco vendió cerca de 130 mil copias en su primera semana y debutó en la segunda posición de la lista de éxitos Billboard 200.

## Carrera
Walker fue descubierta por una agente del sello discográfico con sede en Atlanta, LoveRenaissance. El 19 de octubre de 2018 lanzó su primera cinta comercial, titulada Last Day of Summer, apoyada por su sencillo principal "Girls Need Love". A finales de ese año salió de gira con el rapero 6lack en el From East Atlanta With Love Tour. Tras el éxito de su cinta, Apple Music la ubicó en la octava posición de la lista de los mejores intérpretes de R&B en todo el mundo a través de su plataforma. El 25 de enero de 2019 lanzó su primer EP, titulado Clear, que consiste en cuatro pistas de grabaciones acústicas. El 27 de febrero publicó el remix de su canción "Girls Need Love" con el músico Drake.
El 23 de agosto de 2019, Walker lanzó "Playing Games" como primer sencillo de su álbum de estudio debut, Over It. La canción, que contiene una interpolación del éxito número uno de Destiny's Child "Say My Name", fue producida por London on da Track. El 12 de septiembre, la cantante reveló que Over It saldría al mercado el 4 de octubre a través de LVRN/Interscope Records. En noviembre del mismo año ganó su primer premio musical, el BET Soul Train en la categoría mejor nuevo artista.

## Vida personal
En noviembre de 2020, Walker anunció que estaba esperando su primer hijo con su entonces novio London on da Track. Su hija, Bubbles, nació en marzo de 2021. El 25 de junio de 2022, Walker anunció que estaba embarazada por segunda vez. En enero de 2023 anunció que había dado a luz a gemelos.

## Discografía

### Estudio
| Título  | Detalles                                                                        | Posición en las listas | Posición en las listas | Posición en las listas | Posición en las listas | Posición en las listas | Posición en las listas | Posición en las listas | Posición en las listas | Posición en las listas | Posición en las listas | Certificaciones          |
| Título  | Detalles                                                                        | EE.UU.                 | EE.UU. R&B /HH         | EE.UU, R&B             | AUS                    | CAN                    | IRL                    | HOL                    | NZ                     | R.U.                   | R.U. R&B               | Certificaciones          |
| ------- | ------------------------------------------------------------------------------- | ---------------------- | ---------------------- | ---------------------- | ---------------------- | ---------------------- | ---------------------- | ---------------------- | ---------------------- | ---------------------- | ---------------------- | ------------------------ |
| Over It | - Publicación: 4 de octubre de 2019 - Discográfica: LoveRenaissance, Interscope | 2                      | 1                      | 1                      | 17                     | 4                      | 32                     | 14                     | 16                     | 7                      | 7                      | - RIAA: Oro - BPI: Plata |

### EP
| Título | Detalles                                                                       | Posición en las listas |
| Título | Detalles                                                                       | EE. UU. R&B            |
| ------ | ------------------------------------------------------------------------------ | ---------------------- |
| Clear  | - Publicación: 25 de enero de 2019 - Discográfica: LoveRenaissance, Interscope | 23                     |

### Otras apariciones
| Título                                       | Año  | Artista(s)             | Álbum                    |
| -------------------------------------------- | ---- | ---------------------- | ------------------------ |
| "Summer Reign"                               | 2019 | Rick Ross              | Port of Miami 2          |
| "No Lames"                                   | 2019 | Kash Doll              | Stacked                  |
| "Superstar"                                  | 2019 | Jacquees               | King of R&B              |
| "D&G"                                        | 2019 | Davido                 | A Good Time              |
| "Triggered" (remix)                          | 2019 | Jhené Aiko, 21 Savage  | Sin álbum                |
| "Real Luv"                                   | 2020 | Moneybagg Yo           | Time Served              |
| "I'm Gonna Love You Just a Little More Baby" | 2020 |                        | Birds of Prey: The Album |
| "Calm Down (Bittersweet)"                    | 2020 | A Boogie wit da Hoodie | Artist 2.0               |
| "Falling" (remix)                            | 2020 | Trevor Daniel          | Sin álbum                |
| "Yummy" (remix)                              | 2020 | Justin Bieber          | Changes                  |